# Lewis Urry
Lewis Frederick Urry (ur. 29 stycznia 1927  – zm. 19 października 2004) – kanadyjski chemik i wynalazca. Pracując dla firmy Eveready Battery wynalazł baterię alkaliczną i baterię litową.
Urry urodził się w Pontypool, Ontario i po przebyciu służby w kanadyjskiej armii w 1950 ukończył studia na Uniwersytecie Toronto ze stopniem inżyniera chemika. Zaczął pracować w Eveready kilka miesięcy po ukończeniu studiów.
W 1955 Urry został wysłany do laboratorium firmy w Parma, Ohio w celu znalezienia sposobu wydłużenia żywotności baterii cynkowo węglowej. Mała trwałość tych baterii wcześniej poważnie zmniejszała ich sprzedaż. Urry zauważył, że opracowanie nowej baterii było bardziej opłacalne niż ulepszanie starych.
W latach 50. wielu inżynierów eksperymentowało z bateriami alkalicznymi, lecz nikt nie potrafił opracować dłużej działającej baterii, która byłaby opłacalna w produkcji. Po przetestowaniu wielu materiałów Urry odkrył, że dwutlenek manganu i cynk dobrze łączą się z alkaliczną substancją jako elektrolitem. Jego głównym problemem była mała moc baterii. Udało się to przezwyciężyć przez użycie sproszkowanego cynku.
Aby zaprezentować swój pomysł kierownictwu, Urry włożył baterię do zabawkowego samochodu i ścigał się nim dookoła stołówki z podobnym samochodem z tradycyjnymi bateriami. Okazało się, że nowe baterie napędzały samochodzik znacznie dłużej. Eveready od razu zmienił produkcję na prototyp Urrego. W 1980 nazwa firmy została przemianowana na Energizer. Współczesne baterie alkaliczne, dzięki technologicznym udoskonaleniom, mogą wytrzymać 40 razy dłużej niż oryginalny prototyp.
W 1999 Urry oddał swoją pierwszą prototypową baterię, razem z pierwszą komercyjnie produkowaną baterią cylindryczną do Smithsonian Institution. Obie baterie są prezentowane w tym samym pokoju, co żarówka Edisona.